# Santa Marinica
Santa Marinica es una localidad española perteneciente al municipio de Villazala, en la provincia de León, comunidad autónoma de Castilla y León.

## Geografía

### Ubicación
| Noroeste: Villamediana de la Vega | Norte: Huerga de Frailes | Noreste: Mansilla del Páramo |
| Oeste: Veguellina de Fondo        |                          | Este: Urdiales del Páramo    |
| Suroeste Oteruelo de la Vega      | Sur: Villazala           | Sureste: Villazala           |

## Demografía
Evolución de la población
| Gráfica de evolución demográfica de Santa Marinica entre 2000 y 2021 |
|                                                                      |
| Población de derecho (2000-2014) según el padrón municipal del INE   |